# Lupus in fabula

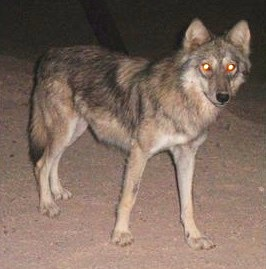
Un lobo árabe (Canis lupus arabs) en el sur de la Palestina ocupada (el desierto de Aravá en el sur). Ha estado rebuscando solo esa noche.

«Lupus in fabula» es una locución latina que significa literalmente ‘el lobo del cuento’. Se utiliza cuando se está hablando de una persona, objeto o hecho y en el preciso momento de referencia, aparece el referido en escena. Es equivalente a la expresión española «hablando del rey de Roma, por la puerta asoma».
El escritor italiano Umberto Eco quiso evocar esta locución con el título de su célebre ensayo Lector in fabula (1979).
- Datos: Q3840870